# Латвія на Паралімпійських іграх
Латвія брала участь у 7 літніх і 2 зимових Паралімпійських іграх. Вперше країна виступала на іграх 1992 року і відтоді не пропустила жодної Паралімпіади. За свою історію завоювала 15 медалей (15 на літніх і 0 на зимових).

## Медалі на літніх Паралімпійських іграх
| Подія                          | Золото | Срібло | Бронза | Загалом | Місце |
| Літні Паралімпійські ігри 1992 | 0      | 0      | 0      | 0       | ―     |
| Літні Паралімпійські ігри 1996 | 0      | 0      | 0      | 0       | ―     |
| Літні Паралімпійські ігри 2000 | 0      | 0      | 3      | 3       | 63    |
| Літні Паралімпійські ігри 2004 | 1      | 1      | 1      | 3       | 52    |
| Літні Паралімпійські ігри 2008 | 1      | 2      | 0      | 3       | 45    |
| Літні Паралімпійські ігри 2012 | 1      | 1      | 0      | 2       | 47    |
| Літні Паралімпійські ігри 2016 | 2      | 0      | 2      | 4       | 45    |
| Всього                         | 5      | 4      | 6      | 15      | ―     |

## Медалі на зимових Паралімпійських іграх
| Подія                           | Золото | Срібло | Бронза | Загалом | Місце |
| Зимові Паралімпійські ігри 1994 | 0      | 0      | 0      | 0       | ―     |
| Зимові Паралімпійські ігри 2006 | 0      | 0      | 0      | 0       | ―     |
| Всього                          | 0      | 0      | 0      | 0       | ―     |